# Sphinx-Observatorium

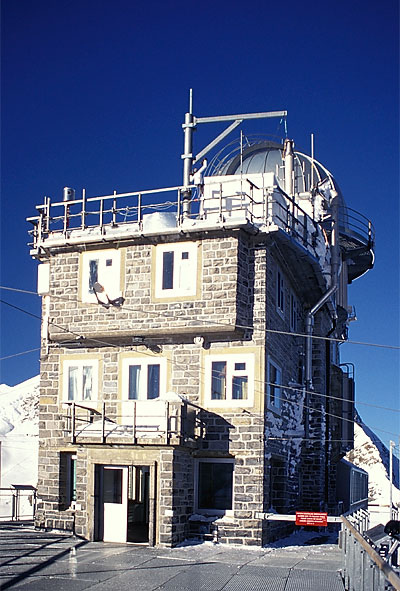
Sphinx-Observatorium auf dem Jungfraujoch

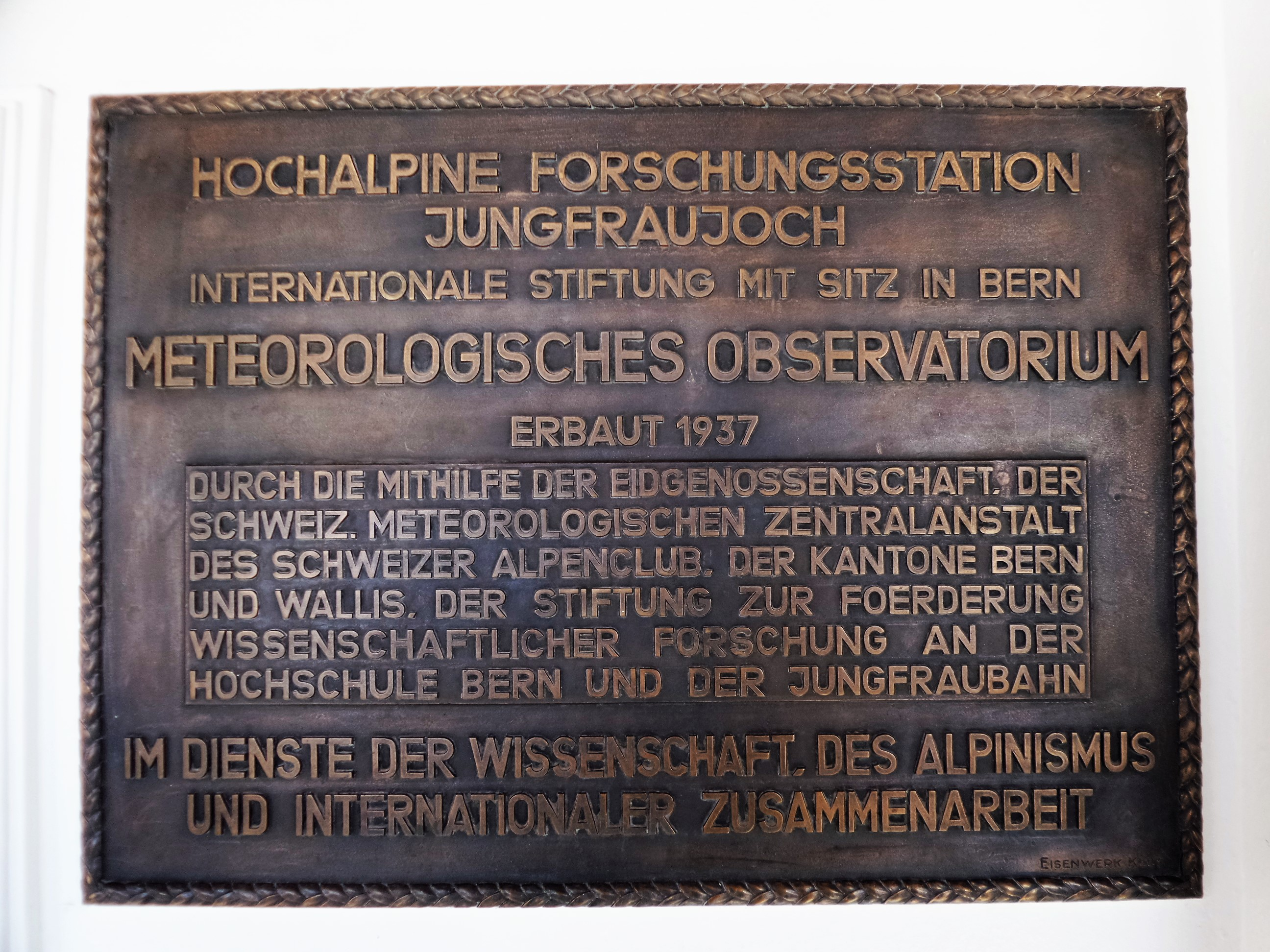
Sphinx Observatory, Gedenktafel

Das Sphinx-Observatorium ist eine Forschungsstation, die sich auf dem Jungfraujoch im Kanton Wallis in der Schweiz befindet. Sie ist nach der Felsenkuppe Sphinx benannt, auf deren Spitze (3571 m ü. M.) sie steht.

## Geschichte und Funktion
Mit der Konzession zum Bau der Jungfraubahn 1894 versicherte der Begründer, Adolf Guyer-Zeller, eine Forschungsstation auf dem Jungfraujoch zu errichten. Am 4. Juli 1931 wurde die Forschungsstation für Meteorologie, Glaziologie, Strahlungsforschung, Astronomie, Physiologie und Medizin mit dem Felsenheim für 13 Forscher bezogen. Die Pläne für diese Bauten stammten vom Architekturbüro der Gebrüder Pfister. 1937 kam das Sphinx-Observatorium mit seinem 76-cm-Teleskop dazu. 1950 wurde dem Observatorium die Kuppel für astronomische Beobachtungen aufgesetzt, welche seither immer wieder den modernsten Erfordernissen der Wissenschaft angepasst wird.
Die Wetterstation auf der extremen Kammlage auf der Hauptwetterscheide der Alpen ist nicht nur eine der am modernsten ausgerüsteten Stationen der Welt, sondern zugleich die höchstgelegene dauernd bemannte Station Europas. Sie ist seit 1980 am automatischen Messnetz ANETZ der Schweizerischen Meteorologischen Anstalt angeschlossen und sendet alle zehn Minuten die Messwerte von etwa 25 Wetterelementen an die Zentrale in Zürich. Trotz der Automatisierung versehen auch heute noch zwei Beobachter ihren Dienst. Diese ergänzen die automatisch gemessenen Werte regelmässig von 6 bis 18 Uhr im Dreistundenrhythmus mit zusätzlichen Augenbeobachtungen über Wolken und Wettercharakter. Die Station steht Forschern aus aller Welt offen.
Das mit einem 111,4 Meter langen Lift erschlossene Gebäude dient aber nicht nur Meteorologen, Strahlungsforschern und Astronomen für ihre Forschungszwecke. Da die Aussichtsplattform bei schönem Wetter einen Ausblick bis in die Nachbarländer Frankreich, Deutschland und Italien sowie auf den Aletschgletscher bietet, zieht sie täglich Hunderte von Besuchern an. Zwischen 1993 und 1996 wurde am Observatorium gebaut, um es mit der schnellsten Liftanlage der Schweiz, der verglasten Aussichtshalle und den rund um das Gebäude verlaufenden Terrassen auszustatten. Die Forschungs- und Wetterstation selber kann von den Besuchern nicht besichtigt werden.